# Leslie Phillips

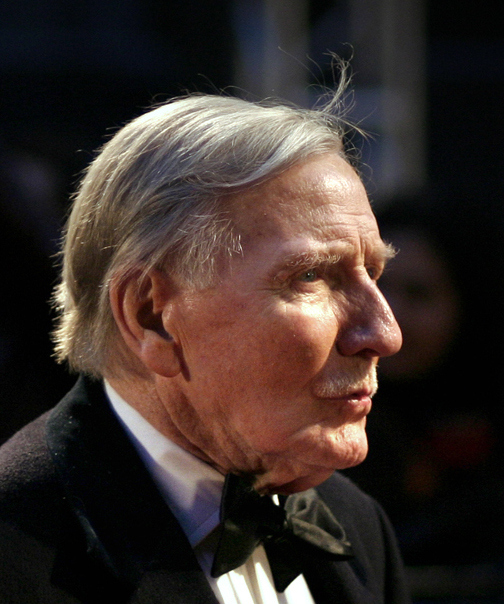
Leslie Phillips bei den British Academy Film Awards 2007 in Londons Royal Opera House

Leslie Samuel Phillips, CBE (* 20. April 1924 in Tottenham, London; † 7. November 2022 in London) war ein britischer Schauspieler.

## Leben und Karriere
Leslie Phillips begann bereits als Kind eine Schauspielausbildung an der Italia Conti School und wirkte zudem als Kinderdarsteller in einigen Bühneninszenierungen mit. Bereits 1938 gab er in der Komödie Lassie from Lancashire sein Spielfilmdebüt. Nach Ausbruch des Zweiten Weltkrieges leistete Phillips vier Jahre Militärdienst in einer Infanteriedivision. Nach seiner Rückkehr nahm er seine Schauspielkarriere wieder auf. Zunächst waren seine Auftritte in Film und Theater allerdings auf Nebenrollen beschränkt, unter anderem 1957 neben Margaret Rutherford in den Komödien Die kleinste Schau der Welt und Ein Spatz in der Hand sowie im selben Jahr neben Gene Kelly im Musical Die Girls. Einen Schub erhielt seine Karriere erst, als er bereits Mitte dreißig war: 1958 übernahm er einen Part in der Radio-Comedy Navy Lark neben bekannten Komikern wie Jon Pertwee. Durch diese Sendung der BBC wurde Phillips einem breiten Publikum bekannt. Bis 1977 wirkte er trotz allen anderen Verpflichtungen regelmäßig bei Navy Lark mit.
In den Folgejahren spielte Phillips nun Hauptrollen, oft charmante oder versnobte Bonvivants und selbstironische Don Juans. Markenzeichen seiner Figuren in vielen Filmen waren dabei Sätze wie Ding dong, I say und Well, hello, oft in zweideutigem Ton vorgebracht. 1959 spielte er neben Ted Ray in Die liebestolle Familie, einer Komödie des britischen Regisseurs Gerald Thomas. Daraus entstand eine fruchtbare Zusammenarbeit. Unter der Regie von Thomas spielte Phillips eine der Hauptrollen in 41 Grad Liebe (Carry On Nurse), dem zweiten Film der Carry-On-Filmreihe. In fünf weiteren Filmen dieser Reihe mit Thomas als Regisseur stand Phillips mit demselben Team vor der Kamera: in Ist ja irre – Lauter liebenswerte Lehrer (Carry On Teacher) und Ist ja irre – Diese strammen Polizisten (Carry On Constable) sowie den verwandten Ist ja irre – unser Torpedo kommt zurück und Skandal in der Wigmore Hall. Von 1960 an ersetzte er ab dem vierten Film der Doktor-Filmreihe nach den Romanen von Richard Gordon Dirk Bogarde als Hauptdarsteller; Regie führte Gerald Thomas’ Bruder Ralph. Während Bogarde die Rolle des Dr. Sparrow verkörperte, spielte Phillips zweimal den Dr. Burke (in Dreimal Liebe täglich und Ein blinder Passagier hat’s schwer) sowie den Dr. Gaston Grimsdyke in Hilfe, sie liebt mich nicht!. In allen drei Filmen stand ihm James Robertson Justice als Chefarzt Dr. Lancelot Spratt zur Seite. Gemeinsam mit Robertson Justice als Charmeur beziehungsweise bärbeißigen Würdenträger drehte Phillips insgesamt zwölf Filmkomödien. Daneben spielte er in internationalen Produktionen wie den Kriegsfilmen Hügel des Schreckens (mit Robert Mitchum) und Der längste Tag (mit einem internationalen Staraufgebot), neben Eduardo De Filippo in der italienischen Komödie Ferdinand – König von Neapel und das Drama Marokko 7 (mit Gene Barry und Denholm Elliott).
In den 1970er-Jahren wurden Filmauftritte rarer, erst ab Mitte der 80er-Jahre war Phillips wieder häufiger auf der großen Leinwand zu sehen – allerdings nicht mehr als Liebhaber, sondern in Charakterrollen. So spielte er neben Robert Redford und Meryl Streep in Jenseits von Afrika, neben John Malkovich in Steven Spielbergs Das Reich der Sonne, neben John Goodman in der Komödie King Ralph, neben Anthony Hopkins im Drama August, neben Bruce Willis und Richard Gere im Thriller Der Schakal und als väterlicher Freund von Angelina Jolie in Lara Croft: Tomb Raider. 1992 trat er im Carry-On...-Revival-Film Mach’s nochmal, Columbus (Carry On Columbus) als Ferdinand von Aragon und 1996 übernahm er für drei Edgar-Wallace-Produktionen von RTL in der Nachfolge des verstorbenen Siegfried Schürenberg die Rolle des Scotland Yard-Chefinspektors Sir John Archibald. Daneben spielte Phillips in zahlreichen Fernsehserien und TV-Produktionen wie 1996 in einer Verfilmung von Oscar Wildes Das Gespenst von Canterville mit Neve Campbell sowie Patrick Stewart in der Titelrolle. Außerdem lieh er in den Harry-Potter-Filmen dem Sprechenden Hut seine Stimme. Für seine Darstellung in der Tragikomödie Venus an der Seite von Peter O’Toole wurde er 2007 bei den British Academy Film Awards als Bester Nebendarsteller nominiert. Der Film After Death beschloss im Jahr 2012 die rund achtzigjährige Schauspielkarriere von Phillips.
1997 wurde Phillips für seine Verdienste um die Künste mit einem Sonderpreis der Evening Standard British Film Awards ausgezeichnet. Im Winter 1998 ernannte ihn Elisabeth II. zum Officer of the Order of the British Empire, 2008 zum Commander.
Von 1948 bis 1965 war Phillips mit der Schauspielerin Penelope Bartley (1925–1981) verheiratet, das Paar hatte vier Kinder. 1982 heiratete er seine Schauspielkollegin Angela Scoular. Diese nahm sich am 11. April 2011 im Alter von 65 Jahren das Leben. Seine dritte Ehefrau Zara Carr heiratete er am 20. Dezember 2013. Phillips starb im November 2022 im Alter von 98 Jahren nach längerer Krankheit.

## Filmografie (Auswahl)
- 1938: Lassie from Lancashire
- 1938: Die Zitadelle (The Citadel)
- 1939: The Mikado
- 1939: Vier Federn (The Four Feathers)
- 1940: Der Dieb von Bagdad (The Thief of Bagdad)
- 1946: Paganini (The Magic Bow)
- 1948: Anna Karenina
- 1948: Die roten Schuhe (The Red Shoes)
- 1951: Unterwelt (Pool of London)
- 1952: Der unbekannte Feind (The Sound Barrier)
- 1953: Der Fälscher (The Fake)
- 1953: Wer ist Kendall Brown? (The Limping Man)
- 1954: Endstation Harem (You Know What Sailors Are)
- 1955: Hahn im Korb (As Long as They’re Happy)
- 1955: Lieber reich – aber glücklich (Value for Money)
- 1955–1960: Die Abenteuer von Robin Hood (The Adventures of Robin Hood, Fernsehserie, 4 Folgen)
- 1956: Da hast du nochmal Schwein gehabt (The Big Money)
- 1957: Die kleinste Schau der Welt (The Smallest Show on Earth)
- 1957: Kameraden der Luft (High Flight)
- 1957: Die Girls (Les Girls)
- 1957: Ein Spatz in der Hand (Just My Luck)
- 1957: O.S.S. (Fernsehserie, Folge 1x23)
- 1958: Ich war Montys Double (I Was Monty’s Double)
- 1959: Tote müssen schweigen (The Man Who Liked Funerals)
- 1959: Hügel des Schreckens (The Angry Hills)
- 1959: 41 Grad Liebe (Carry On Nurse)
- 1959: Ist ja irre – Lauter liebenswerte Lehrer (Carry On Teacher)
- 1959: Die liebestolle Familie (Please Turn Over)
- 1960: Ist ja irre – Diese strammen Polizisten (Carry On, Constable)
- 1960: Dreimal Liebe täglich (Doctor in Love)
- 1960: Ist ja irre – unser Torpedo kommt zurück (Watch Your Stern)
- 1961: Skandal in der Wigmore Hall (Raising the Wind)
- 1961: Alles dreht sich um den Hund (In the Doghouse)
- 1962: So ein Gauner hat’s nicht leicht (Crooks Anonymous)
- 1962: Der längste Tag (The Longest Day)
- 1962: O Darling – was für ein Verkehr (The Fast Lady)
- 1964: Ach, du lieber Vater (Father Came Too!)
- 1966: Hilfe, sie liebt mich nicht! (Doctor in Clover)
- 1967: Marokko 7 (Maroc 7)
- 1970: Die eine will’s, die andere nicht (Some Will, Some Won’t)
- 1970: Ein blinder Passagier hat’s schwer (Doctor in Trouble)
- 1971: Die herrlichen sieben Todsünden (The Magnificent Seven Deadly Sins)
- 1973: Nicht jetzt, Liebling (Not Now, Darling)
- 1974: Don’t Just Lie There, Say Something!
- 1979: Der König von Narnia (The Lion, the Witch and the Wardrobe) (Fernsehfilm, Stimme)
- 1985: Jenseits von Afrika (Out of Africa)
- 1987: Das Reich der Sonne (Empire of the Sun)
- 1989: Scandal
- 1990: Land der schwarzen Sonne (Mountains of the Moon)
- 1990: Attentat in Birmingham (The Investigation: Inside a Terrorist Bombing) (Fernsehfilm)
- 1990–1991: Chancer (Fernsehserie, 18 Folgen)
- 1991: King Ralph
- 1992: Mach’s nochmal, Columbus (Carry On Columbus)
- 1996: Das Gespenst von Canterville (The Canterville Ghost) (Fernsehfilm)
- 1996: Die Katze von Kensington (Fernsehfilm)
- 1996: Das Karussell des Todes (Fernsehfilm)
- 1996: Der Blinde (Fernsehfilm)
- 1996: Geschichten aus der Gruft (Tales from the Crypt, Fernsehserie, Folge 7x01)
- 1997: Caught in the Act
- 1997: Der Schakal (The Jackal)
- 2000: Grasgeflüster (Saving Grace)
- 2001: Sword of Honour – Im Dienst der Krone (Sword of Honour) (Fernsehfilm)
- 2001: Lara Croft: Tomb Raider
- 2001: Harry Potter und der Stein der Weisen (Harry Potter and the Philosopher’s Stone, Stimme)
- 2002: Thunderpants
- 2002: Monarch of the Glen (Fernsehserie, Folge 4x03)
- 2002: Harry Potter und die Kammer des Schreckens (Harry Potter and the Chamber of Secrets, Stimme)
- 2003: Inspector Barnaby (Midsomer Murders, Fernsehserie, Folge 6x03 Der Tod malt mit)
- 2004: Millions
- 2005: Colour Me Kubrick: A True…ish Story (Colour Me Kubrick)
- 2006: Agatha Christie’s Marple (Fernsehserie, Folge 2x03 Lauter reizende alte Damen)
- 2006: Venus
- 2008: Is Anybody There?
- 2011: Late Bloomers
- 2011: Harry Potter und die Heiligtümer des Todes – Teil 2 (Harry Potter and the Deathly Hallows – Part 2, Stimme)
- 2012: After Death